# Acheilognathus kyphus
Acheilognathus kyphus е вид лъчеперка от семейство Шаранови (Cyprinidae).

## Разпространение
Видът е разпространен във Виетнам и Тайланд.